# Duke of Richmond

Wappen des aktuellen Dukes of Richmond

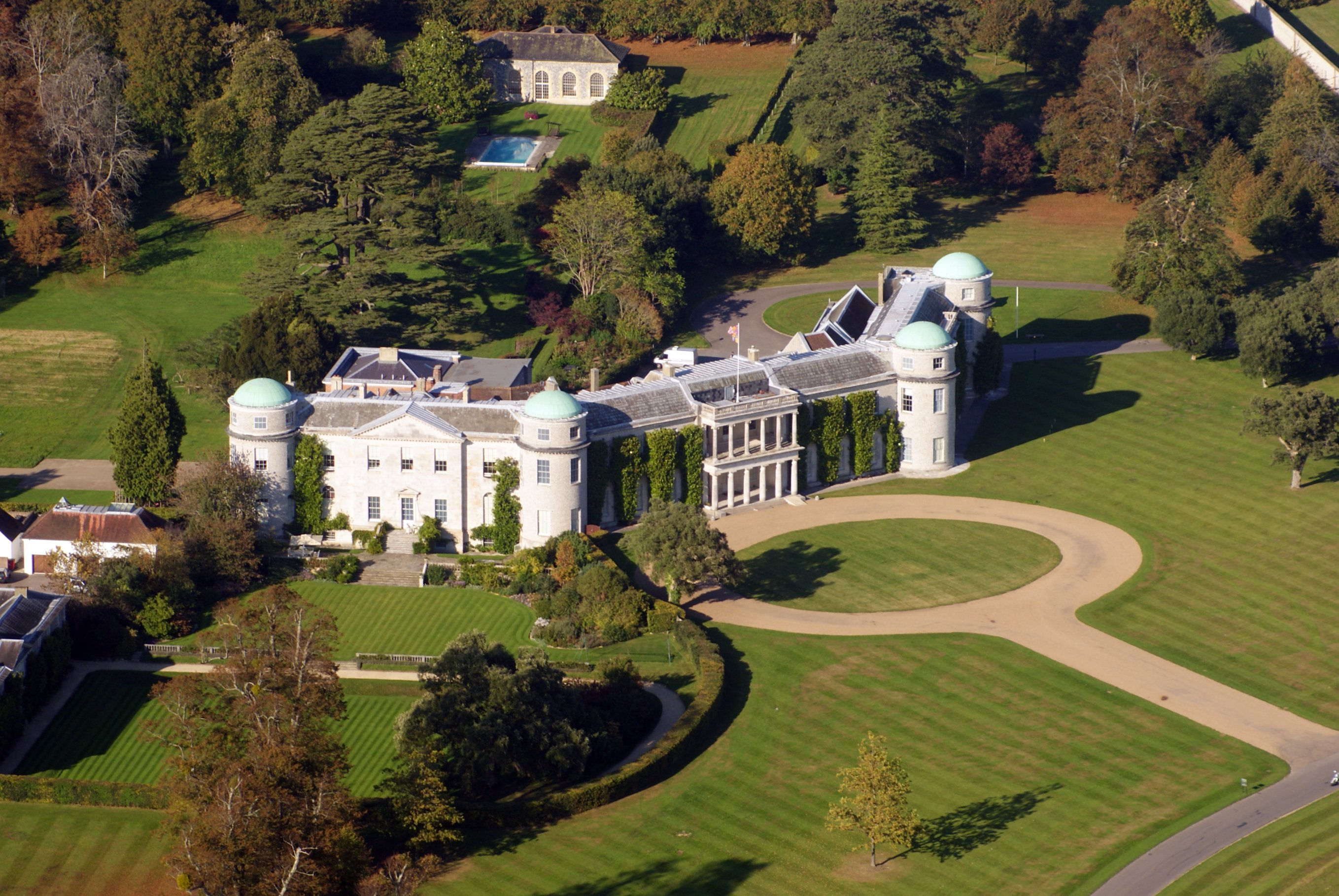
Goodwood House

Duke of Richmond ist ein erblicher britischer Adelstitel, der viermal in der Peerage of England verliehen wurde und nach der Stadt Richmond in North Yorkshire benannt ist.
Familiensitz des aktuellen Dukes ist Goodwood House bei Chichester in West Sussex.

## Verleihungen
Der Titel wurde erstmals als Duke of Richmond and Somerset am 18. Juni 1525 an Henry Fitzroy, den unehelichen Sohn von König Heinrich VIII. und Elizabeth Blount, verliehen. Der Titel erlosch, als er am 22. Juli 1536 kinderlos starb.
Am 17. Mai 1623 wurde in zweiter Verleihung der Titel Duke of Richmond für Ludovic Stewart, 2. Duke of Lennox, neu geschaffen, zusammen mit dem nachgeordneten Titel Earl of Newcastle upon Tyne. Bereits am 6. Oktober 1613 waren ihm die Titel Earl of Richmond und Baron of Setrington verliehen worden, zudem hatte er 1583 von seinem Vater den zur Peerage of Scotland gehörenden Titel Duke of Lennox geerbt. Als Ludovic am 16. Februar 1624 starb, erloschen alle seine Titel mit Ausnahme des Dukedoms Lennox, das an dessen Bruder Esmé Stewart, Earl of March, fiel.
Für Esmés Sohn James Stewart, 4. Duke of Lennox, wurde am 8. August 1641 der Titel Duke of Richmond in dritter Verleihung neu geschaffen. Sein Neffe, Charles Stewart, der 1660 3. Duke of Richmond und 6. Duke of Lennox wurde, wurde am 10. Dezember 1645 zudem zum Earl of Lichfield und Baron Stuart of Newbury erhoben.  Alle seine Titel erloschen bei seinem Tod am 12. Dezember 1672.
Die vierte und aktuelle Verleihung erfolgte schließlich am 9. August 1675 an Charles Lennox, den unehelichen Sohn König Karls II. mit Louise de Kérouaille, Duchess of Portsmouth. Zusammen mit dem Duketitel wurden ihm die nachgeordneten Titel Earl of March und Baron Setrington verliehen. Am 9. September 1675 wurden ihm zudem in der Peerage of Scotland die Titel Duke of Lennox, Earl of Darnley und Lord Torboltoun verliehen. Sein Nachfahre, der 6. Duke, wurde am 13. Januar 1876 in der Peerage of the United Kingdom zum Duke of Gordon und Earl of Kinrara erhoben. Der älteste Sohn des jeweiligen Dukes führt als Titelerbe (Heir apparent) den Höflichkeitstitel Earl of March and Kinrara. 
Die Familie Lennox zählt zu den "Bastardlinien" des königlichen Hauses Stuart, ebenso wie die Familien Scott (Herzöge von Buccleuch und Queensberry), FitzRoy (Herzöge von Grafton), Beauclerk (Herzöge von St. Albans) oder die katholischen Fitz-James (Herzöge von Berwick, Herzöge von Alba usw.).

## Liste der Dukes of Richmond

### Dukes of Richmond and Somerset, erste Verleihung (1525)
- Henry Fitzroy, 1. Duke of Richmond and Somerset (1519–1536)

### Dukes of Richmond, zweite Verleihung (1623)
- Ludovic Stewart, 2. Duke of Lennox, 1. Duke of Richmond (1574–1624)

### Dukes of Richmond, dritte Verleihung (1641)
- James Stewart, 4. Duke of Lennox, 1. Duke of Richmond (1612–1655)
- Esmé Stewart, 5. Duke of Lennox, 2. Duke of Richmond (1649–1660)
- Charles Stewart, 6. Duke of Lennox, 3. Duke of Richmond (1639–1672)

### Dukes of Richmond, vierte Verleihung (1675)
- Charles Lennox, 1. Duke of Richmond, 1. Duke of Lennox (1672–1723)
- Charles Lennox, 2. Duke of Richmond, 2. Duke of Lennox (1701–1750)
- Charles Lennox, 3. Duke of Richmond, 3. Duke of Lennox (1734–1806)
- Charles Lennox, 4. Duke of Richmond, 4. Duke of Lennox (1764–1819)
- Charles Gordon-Lennox, 5. Duke of Richmond, 5. Duke of Lennox (1791–1860)
- Charles Gordon-Lennox, 6. Duke of Richmond, 6. Duke of Lennox, 1. Duke of Gordon (1818–1903)
- Charles Gordon-Lennox, 7. Duke of Richmond, 7. Duke of Lennox, 2. Duke of Gordon (1845–1928)
- Charles Gordon-Lennox, 8. Duke of Richmond, 8. Duke of Lennox, 3. Duke of Gordon (1870–1935)
- Frederick Gordon-Lennox, 9. Duke of Richmond, 9. Duke of Lennox, 4. Duke of Gordon (1904–1989)
- Charles Gordon-Lennox, 10. Duke of Richmond, 10. Duke of Lennox, 5. Duke of Gordon (1929–2017)
- Charles Gordon-Lennox, 11. Duke of Richmond, 11. Duke of Lennox, 6. Duke of Gordon (* 1955)

Titelerbe (Heir apparent) ist der Sohn des aktuellen Titelinhabers Charles Gordon-Lennox, Earl of March and Kinrara (* 1994).